# Karen Morley

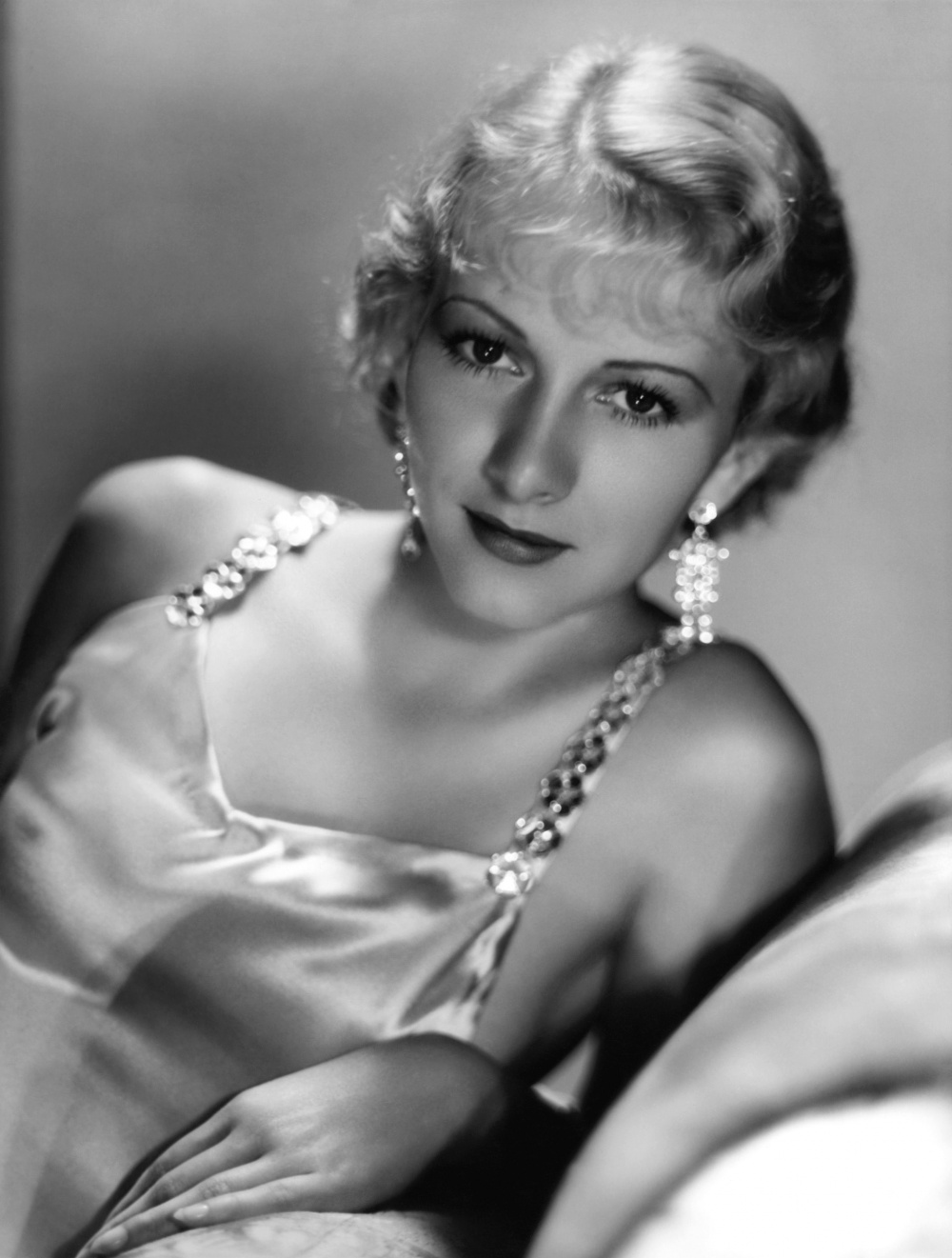
Karen Morley, 1932.

Karen Morley, född 12 december 1909 i Ottumwa, Iowa, död 8 mars 2003 i Woodland Hills, Los Angeles, Kalifornien, var en amerikansk skådespelare.
Morley fick kontrakt hos filmbolaget Metro-Goldwyn-Mayer i början av 1930-talet och hade under några år framöver relativt stora roller i flera av bolagets filmer, till exempel Scarface 1932 där hon hade den stora kvinnliga birollen. Hon lämnade bolaget 1934 och blev frilansande skådespelare, men det ledde successivt till att rollerna blev färre. På 1940-talet var hon i huvudsak aktiv som scenskådespelare. Hon var en av många skådespelare som förhördes av House Un-American Activities Committee rörandes kommunistiska sympatier och vägrade svara på frågor. Därmed blev hon klassad som icke samarbetsvillig. Detta ledde till att hon svartlistades i Hollywood på 1950-talet och hennes karriär återhämtade sig aldrig efter det. På 1970-talet återkom hon dock i några småroller för TV, bland annat en gästroll i Kojak 1973.
Hon var gift med skådespelaren Lloyd Gough från 1943 fram till hans död 1984. Även han blev svartlistad i Hollywood.

## Filmografi, urval
- 1931 – Hennes synd
- 1931 – Inspiration
- 1931 – Mata Hari

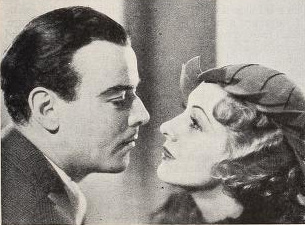
Nils Asther och Karen Morley 1934.

- 1932 – Scarface – Chicagos siste gangster
- 1932 – Arsène Lupin gentlemannatjuven
- 1932 – Charmören på stora cafét
- 1933 – Middag kl. 8
- 1934 – Vårt dagliga bröd
- 1935 – Svart raseri
- 1940 – En man för Elizabeth
- 1947 – Fällan